# Betania Kovland
Betania Kovland är ett kapell som hör till Sättna baptistförsamling som ingår i samfundet Gemensam framtid.
Församlingen, som bildades 1889, hyrde från början en lokal i byn Tösta. Så småningom beslutade församlingen bygga en egen kyrkobyggnad tillsammans med nykterhetföreningen Hoppets här i Kovland. För ändamålet startade de båda en gemsam förening och så småningom köpte föreningen en tomt i Kovland för 200 kronor. 1896 kunde församlingens nya kapell börja byggas. Sedan 1959 Sättna baptistförsamling ensam ägare av kapellet.